# Баскаково (Дмитриевское сельское поселение)
Баскаково — деревня в Даниловском районе Ярославской области. Входит в состав Дмитриевского сельского поселения.

## География
Находится в северо-восточной части Ярославской области на расстоянии приблизительно 14 км на юг-юго-восток по прямой от железнодорожного вокзала города Данилова, административного центра района.

## История
Деревня была отмечена еще на карте 1798 года. В 1859 году здесь (деревня Даниловского уезда Ярославской губернии) было учтено 16 дворов.

## Население
Численность населения: 91 человек (1859 год), 0 как в 2002 году, так и в 2010.